# Calcotallite
La calcotallite è un minerale.